# Justice de paix en France
Pour les autres articles nationaux ou selon les autres juridictions, voir Justice de paix.

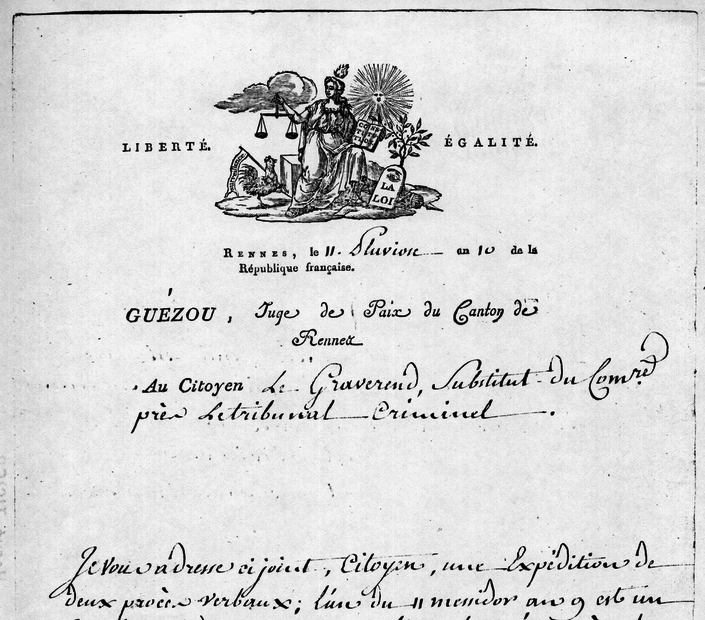
Entête de courrier de Jean-Honorat Guézou, juge de paix en l'an X.

Les justices de paix étaient des juridictions de proximité, mises en place en France en 1790 et supprimées le 2 mars 1959. Il y en avait alors une par canton ; chacune était sous la responsabilité du juge de paix.

## Historique, attributions
L'Assemblée constituante instaure en France les justices de paix par la loi des 16 et 24 août 1790. L'objectif de cette création est de mettre au service des citoyens une justice plus proche et efficace, en parallèle à la justice classique : c'est la volonté d'une justice de proximité simple, rapide, gratuite et équitable, héritière de la justice seigneuriale de l'Ancien Régime.
Selon les dispositions de la loi d'août 1790, le juge de paix doit être âgé de 30 ans accomplis. Il est élu par les citoyens actifs du canton, réunis en assemblée primaire. La présence de deux assesseurs est obligatoire pour qu'il puisse rendre un jugement. 
La loi du 9 ventôse an IX (28 février 1801) remplace les deux assesseurs par deux suppléants et permet au juge de statuer seul.
Le senatus-consulte du 16 thermidor an X (4 août 1802) réduit la fonction de vote des citoyens à celle de présentation de deux candidats parmi lesquels le Premier consul choisit le juge.
En 1830, les juges de paix et leurs suppléants sont nommés par le roi, sur une liste de trois candidats présentés par le procureur-général du ressort.
Les juges de paix avaient pour principale mission de régler les litiges de la vie quotidienne par une démarche conciliatrice : petites affaires personnelles et mobilières, reconnaissances en paternité, conflits bénins entre particuliers, litiges entre voisins, conflits entre locataires et propriétaires (les propriétaires se plaignant qu'ils n'ont pas reçu leur loyer, les locataires se plaignant de charges trop élevées par exemple), contraventions de simple police, levée ou maintien de scellés (lors des règlements de successions en cas d'héritages).
Accessible gratuitement, le juge de paix était présent dans chaque canton. L'accès à la fonction ne nécessitait aucune qualification particulière en droit, ni diplômes, mais résultait d'un vote, puis d'une nomination. Dès lors, on retrouve principalement des personnes dotées d'une autorité morale et d'une situation sociale établies. Il était également chargé de tâches administratives, notamment la présidence de diverses commissions locales. Le juge de Paix devait avoir du bon sens, connaître parfaitement les mœurs en vigueur et juger de manière raisonnable. Les affaires traitées par les juges de paix sont aujourd'hui versées aux archives départementales et peuvent y être consultées dans chaque département.
À partir de 1919, existent en Alsace-Moselle l'équivalent des juges de paix : les juges cantonaux,,.

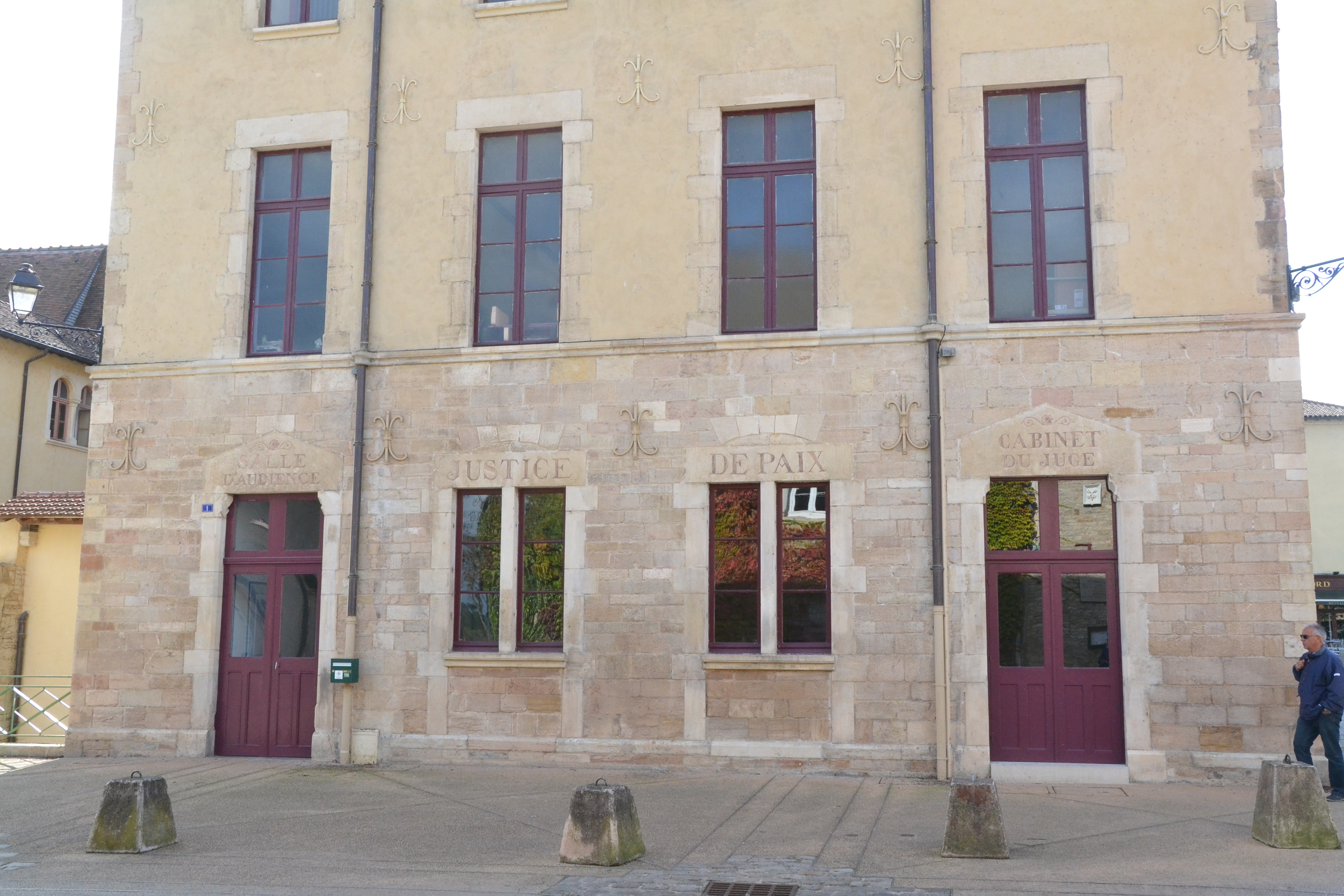
Ancienne justice de paix de Cluny.

La professionnalisation des juges de paix et le regroupement des justices de paix (nouveau maillage face à l'urbanisation croissante), débutés en 1929, ont constitué les prémices de la disparition de ces juridictions originales, liées initialement à la déprise des campagnes. À compter de 1946, au moment où la fonction de magistrat professionnel devient accessible aux femmes, il est demandé aux nouveaux recrutés d'être titulaire de la licence  en droit. Cette disposition permet à compter de 1959 et de la dissolution des justices de paix de procéder à un plan d'intégration sur plusieurs années (environ dix ans) des juges de paix, au sein du corps des magistrats de l'ordre judiciaire.
De plus, la judiciarisation de la société a nécessité des institutions plus qualifiées. Supprimées à compter du 2 mars 1959 (article 18 de l'ordonnance 58-1273 et article 42 du décret 58-1284 du 22 décembre 1958), les justices de paix sont remplacées par les tribunaux d'instance, les médiateurs et les conciliateurs, dont le point de vue sur l'efficacité est relatif à la compétence des intervenants et de la formation de ces professionnels, alors que le besoin d'une justice de proximité s'accroît.
En 2002, le législateur a créé les juridictions de proximité, dont le rôle peut s'apparenter à celui des juges de paix, mais qui sont des professionnels du droit. Une loi de 2011 revient sur cette création, mais la suppression des juges de proximité est repoussée au 1er janvier 2015; puis au 1er janvier 2017, avant d'être effectivement supprimée le 1er juillet 2017.
En juillet 2020, à l'occasion de son discours de politique générale, le Premier ministre Jean Castex a annoncé la création d'une juridiction de proximité chargée de réprimer les délits et incivilités de la vie quotidienne. Le ministère de la Justice a toutefois précisé qu'il ne s'agissait pas de recréer ce qui avait été supprimé en 2017.

#### Études de cas
- Jean-Paul Jourdan, « Les juges de paix de l'Aquitaine méridionale (Landes, Basses-Pyrénées, Hautes-Pyrénées) de 1870 à 1914 », Annales du Midi, vol. 100, no 183,‎ 1988, p. 287-306 (lire en ligne).
- Catherine Véron-Clavière (dir. François Terré), Étude sociologique des décisions d'un juge de paix en Ardèche (1830-1840) : leur contribution à une connaissance spécifique du milieu, des justiciables et du juge (thèse d'État en droit privé), Paris, université Paris-II, 1992 (SUDOC 041450698)  — à propos du juge de paix du canton de Saint-Pierreville, Simon-Pierre Colognac.
- Fabrice Laroulandie, « Les justices de paix (1790-1958) à travers le cas parisien », Les Cahiers de Fontenay, no 69, 1993, p. 211-221.
- Stéphane Furlan, La Justice de paix à Lavaur au XIXe siècle (mémoire de diplôme d'études approfondies en histoire du droit), Toulouse, université Toulouse-I, 1994 (SUDOC 201073234).
- Philippe Gai, Juges et justices de paix en Haute-Garonne sous le Consulat (mémoire de diplôme d'études approfondies en histoire du droit), Toulouse, université de Toulouse-I, 1994 (SUDOC 201073242).
- Arka Aïchouba, La Société rurale d'après la justice de paix dans deux cantons de la Dordogne : Sarlat et Ribérac (1792-an VIII) (mémoire de maîtrise en histoire), Toulouse, université Toulouse-II, 1995.
- Annie Bleton-Ruget, « L'infrajustice institutionnalisée : les justices de paix des cantons ruraux du district de Dijon pendant la Révolution », dans Benoît Garnot (dir.), L'Infrajudiciaire du Moyen Âge à l'époque contemporaine, Dijon, Éditions universitaires de Dijon (EUD), coll. « Publications de l'université de Bourgogne » (no 81), 1996, 208 p. (ISBN 2-905965-09-6, ISSN 0223-3762).
- Marc Abatut (dir. Michel Cadé), Les Justices de paix dans le district de Perpignan (1970-1793) (mémoire de maîtrise en histoire), Perpignan, université de Perpignan, 1998 (SUDOC 220113580).
- Françoise Bayard, « La justice de paix du canton de Saint-Laurent de Chamousset dans la deuxième moitié du XIXe siècle » », dans Benoît Garnot (dir.), La Petite Délinquance du Moyen Âge à l'époque contemporain', Dijon, Éditions universitaires de Dijon (EUD), coll. « Publications de l'université de Bourgogne » (no 90), 1998, 507 p. (ISBN 2-905965-25-8, ISSN 0223-3762), p. 165-179.
- James Camos (dir. Jack Thomas), Justices et juges de paix à Toulouse sous la Révolution (1790-1799) (mémoire de maîtrise en histoire), Toulouse, université Toulouse-II, 1999 (SUDOC 201105497).
- (en) Anthony Crubaugh, Balancing the Scales of Justice: Local Courts and Rural Society in Southwest France (1750-1800), University Park, Pennsylvania State University, 2001  (ISBN 0-271-02077-6)  — la seconde partie est consacrée à l'établissement de la justice de paix dans la région concernée.
- Christophe Zduniak, La Justice de paix de Trélon de 1790 à 1804 (mémoire de maîtrise en histoire), Lille, université Lille-III, 2001 (SUDOC 201379260).
- Claude Coquard et Claudine Durand-Coquard, Société rurale et justice de paix : deux cantons de l'Allier en Révolution (thèse de doctorat en histoire remaniée), Clermont-Ferrand, Presses universitaires Blaise-Pascal, coll. « Études sur le Massif central », 2001  (ISBN 2-84516-152-2).
- Estelle Perrin, Le Juge de paix et la loi du 9 avril 1898 : l'exemple des Ve et VIIe cantons de Bordeaux de 1908 à 1914 (mémoire de diplôme d'études approfondies en droit social), Bordeaux, université Bordeaux-IV, 2001 (SUDOC 061676683).
- Marjorie Lacassagne, L'Activité du juge de paix du IIe canton d'Agen (1884-1894) (mémoire de diplôme d'études approfondies en histoire du droit), Bordeaux, université Bordeaux-IV, 2002 (SUDOC 06906251X).
- Gabrielle Sueur-Hébert, Justices de paix en Normandie, Luneray, Bertout, 2002  (ISBN 2-86743-474-2).
- Roch-Vincent Carail (dir. François-Paul Blanc), Les Débuts de la justice de paix à Montpellier (1789-1799) (thèse de doctorat en histoire du droit), Perpignan, université de Perpignan, 2004 (SUDOC 083792805).
- Alix Moulin (dir. Jean-Claude Sangoï), La Vie quotidienne dans le canton de Grenade-sur-Garonne à travers l'étude de sa justice de paix (1807-1899), Toulouse, université de Toulouse-II, 2006 (SUDOC 201158485).
- Vincent Bernaudeau (préf. Jacques-Guy Petit), La Justice en question : histoire de la magistrature angevine au XIXe siècle (thèse de doctorat en histoire remaniée), Rennes, Presses universitaires de Rennes, 2007  (ISBN 978-2-7535-0348-9).
- Hélène Corbelin (dir. Olivier Faure), La Justice de paix dans le canton de Montrevel-en-Bresse (1830-1835) (mémoire de master 1 en histoire), Lyon, université Lyon-III, 2009 (SUDOC 142744190).
- Romain De Pauli (dir. Martial Mathieu), L'« Homme des champs » face au droit pénal : l'activité des juges de paix en matière pénale en Ardèche à l'époque révolutionnaire (1790-1800) (thèse de doctorat en histoire du droit), Grenoble, université Grenoble-II, 2009 (SUDOC 155458701).
- Vanessa Di Stasio (dir. Christian Dugas de La Boissony), La Justice de paix en Lorraine de 1790 à 1804 (thèse de doctorat en droit), Nancy, université de Lorraine, 2009 (présentation en ligne).
- Benoît Saroch (dir. Catherine Denys), La Conciliation dans le canton de Bourbourg de l'an III à l'an VI (mémoire de master 1 en histoire), Lille, université Lille-III, 2011 (SUDOC 201408384).
- Véronique Chouraqui (dir. Jean-Marie Carbasse), Les Compétences pénales du juge de paix sous la Révolution : entre police et justice (19-22 juillet 1791-3 brumaire an IV) : l'exemple de Nîmes, Béziers et Montpellier (thèse de doctorat en histoire du droit), Montpellier, université Montpellier-I, 2012 (SUDOC 171520831) (lire en ligne).
- Bérange Ehongo Messina (dir. Jacqueline Vendrand-Voyer), Le Juge de paix : dix ans de justice de paix au quotidien (1790-1800) : agent de réalisation d'un idéal révolutionnaire : étude des cantons de Clermont-Ferrand, Thiers, Augerolles (département du Puy-de-Dôme) (thèse de doctorat en histoire du droit), Clermont-Ferrand, université Clermont-Ferrand-I, 2014 (SUDOC 186286945).
- Robert Michelesi (dir. Christian Bruschi), L'Installation des justices de paix dans le département des Bouches-du-Rhône entre 1790 et fin 1792 (thèse de doctorat en histoire du droit), Aix-en-Provence, université d'Aix-Marseille, 2014 (SUDOC 189053836).
- Guillaume Métairie, Justice et juges de paix à Paris (1789-1838) : étude institutionnelle et biographique (thèse d'État en droit privée remaniée), Limoges, Pulim, 2014  (ISBN 978-2-84287-619-7).
- Dominique Margairaz, « Conflits du travail et justice de paix à Paris (1791-an XI) », Revue d'histoire moderne et contemporaine, vol. 4, no 61,‎ 2014, p. 7-31 (DOI 10.3917/rhmc.614.0007).